# Бельдино
Бельдино — деревня в Знаменском районе Орловской области. Входит в состав Ждимирского сельского поселения.

## География
Протекают реки Ждимерка и Нугрь.
Уличная сеть
- улица Заречная
- улица Красная горка
- улица Луговая

## Население
| 2010 |
| ---- |
| 35   |

## История
Деревня Бельдино (Бельдина) упоминается в 1678 году среди поместий Севского разряда Орловского уезда Нугорского стана